# Avril 1776
Cette page présente les faits marquants du mois d'avril 1776.

## Événements
- 6 avril : bataille de Block Island[1].
- 12 avril : la colonie royale de la Caroline du Nord produit les résolutions d'Halifax (Halifax Resolves), ce qui en fait la première colonie britannique à autoriser ses délégués du congrès continental à voter pour l'indépendance du Royaume de Grande-Bretagne.
- 29 avril : échec d’une délégation américaine à Montréal, venue négocier une alliance contre les Britanniques.

## Naissances
- 1er avril : Sophie Germain (morte en 1831), mathématicienne française.
- 5 avril : Pierre Bigot de Morogues (mort en 1840), minéralogiste, homme politique, agronome et essayiste.
- 24 avril : Robert-Aglaé Cauchoix, opticien français.